# Hovden, Agder
Hovden är den enda tätorten i Bykle kommun i Agder fylke i södra Norge. Orten ligger vid riksväg 9, längst upp i Setesdalen, intill sjön Hartevatnet.
Hovden har en av de största skidanläggningarna i södra Norge under vintern, med en stor skidort för alpin skidåkning med många skidliftar. Stora hyttområden omger byn och i byn finns två stora hotell och en vattenpark och spa. På sommaren är Hovden en populär bas för vandring i bergen, utomhusaktiviteter, bärplockning, öringfiske och jakt.